# Гиалофан
Гиалофан — минерал, алюмосиликат калия, который может замещаться барием. Встречается в Канаде близ озера Нисикэтч, на месторождении близ города Слюдянка в России и месторождения Брокен-Хилл в Австралии. Кристаллы обычно водяно-прозрачные, иногда серые с желтоватым, зеленоватым или голубоватым оттенком, реже красные. Плавятся с большим трудом. В кислотах не растворяются.